# Danh sách nguyên thủ quốc gia Cộng hòa Nhân dân Trung Hoa
Nguyên thủ Quốc gia Cộng hòa Nhân dân Trung Hoa (tiếng Trung: 中华人民共和国国家元首) trong nhiều giai đoạn có nhiều tên gọi và chức vụ khác nhau. Từ năm 1949 nguyên thủ là Chủ tịch Chính phủ Nhân dân Trung ương, sau Hiến pháp Ngũ Tứ là Chủ tịch nước Cộng hòa Nhân dân Trung Hoa và sau Hiến pháp Thất Ngũ là Ủy viên trưởng Ủy ban Thường vụ Nhân Đại. Kể từ Hiến pháp Bát Nhị chức vụ Chủ tịch nước được khôi phục lại đồng thời là nguyên thủ quốc gia.

## Danh sách
Thế hệ lãnh đạo
      Thế hệ thứ nhất
      Thế hệ thứ hai
      Thế hệ thứ ba
      Thế hệ thứ tư (Hồ-Ôn)
      Thế hệ thứ năm (Tập-Lý)

### Chính phủ Nhân dân Trung ương (1949–1954)
Chủ tịch Chính phủ Nhân dân Trung ương
| Chân dung | Chân dung | Tên (Tuổi)                        | Tên (Tuổi)                        | Nhiệm kỳ        | Nhiệm kỳ        | Phó Chủ tịch                                                         | Lãnh đạo       |
| --------- | --------- | --------------------------------- | --------------------------------- | --------------- | --------------- | -------------------------------------------------------------------- | -------------- |
| –         |           | Mao Trạch Đông 毛泽东 (1893–1976) | Mao Trạch Đông 毛泽东 (1893–1976) | 1 tháng 10 1949 | 27 tháng 9 1954 | Chu Đức Lưu Thiếu Kỳ Tống Khánh Linh Lý Tế Thâm Trương Lan Cao Cương | Mao Trạch Đông |

### Hiến pháp Ngũ Tứ (1954–1975)
Chủ tịch nước Cộng hòa Nhân dân Trung Hoa
| Chân dung | Chân dung      | Tên (Sinh-mất)                    | Tên (Sinh-mất)                    | Nhiệm kỳ         | Nhiệm kỳ        | Nhân Đại | Phó Chủ tịch                | Lãnh đạo       |
| --------- | -------------- | --------------------------------- | --------------------------------- | ---------------- | --------------- | -------- | --------------------------- | -------------- |
| 1         |                | Mao Trạch Đông 毛泽东 (1893–1976) | Mao Trạch Đông 毛泽东 (1893–1976) | 27 tháng 9 1954  | 27 tháng 4 1959 | I        | Chu Đức                     | Mao Trạch Đông |
| 2         |                | Lưu Thiếu Kỳ 刘少奇 (1898–1969)   | Lưu Thiếu Kỳ 刘少奇 (1898–1969)   | 27 tháng 4 1959  | 3 tháng 1 1965  | II       | Tống Khánh Linh Đổng Tất Vũ | Mao Trạch Đông |
| 2         | 2 tháng 1 1965 | Lưu Thiếu Kỳ 刘少奇 (1898–1969)   | Lưu Thiếu Kỳ 刘少奇 (1898–1969)   | 31 tháng 10 1968 | IIII            |          | Tống Khánh Linh Đổng Tất Vũ | Mao Trạch Đông |
| –         |                | Đổng Tất Vũ 董必武 (1886–1975)    | Đổng Tất Vũ 董必武 (1886–1975)    | 24 tháng 2 1972  | 17 tháng 1 1975 | III      | Khuyết                      | Mao Trạch Đông |

### Hiến pháp Ngũ Thất và Hiến pháp Thất Bát (1975–1982)
Ủy viên trưởng Ủy ban Thường vụ Nhân Đại
| Chân dung | Chân dung | Tên (Sinh-mất)                     | Tên (Sinh-mất)                     | Nhiệm kỳ        | Nhiệm kỳ        | Nhân Đại | Phó Ủy viên trưởng thứ nhất          | Lãnh đạo       |
| --------- | --- | ---------------------------------- | ---------------------------------- | --------------- | --------------- | -------- | ------------------------------------ | -------------- |
| –         | | Chu Đức 朱德 (1886–1976)           | Chu Đức 朱德 (1886–1976)           | 17 tháng 1 1975 | 6 tháng 7 1976  | IV       | Đổng Tất Vũ (mất 2 tháng 4 năm 1975) | Mao Trạch Đông |
| –         | | Tống Khánh Linh 宋庆龄 (1893–1981) | Tống Khánh Linh 宋庆龄 (1893–1981) | 6 tháng 7 1976  | 5 tháng 3 1978  | IV       |                                      | Hoa Quốc Phong |
| –         | Sau khi Chu Đức qua đời, Tống Khánh Linh trở thành quyền Ủy ban Thường vụ Nhân Đại cho đến hết khóa IV. Bà là thành viên của Ủy ban cách mạng Quốc dân đảng Trung Quốc. | Tống Khánh Linh 宋庆龄 (1893–1981) | Tống Khánh Linh 宋庆龄 (1893–1981) |                 |                 |          |                                      |                |
| –         | | Diệp Kiếm Anh 叶剑英 (1897–1986)   | Diệp Kiếm Anh 叶剑英 (1897–1986)   | 5 tháng 3 1978  | 18 tháng 6 1983 | V        | Tống Khánh Linh                      | Đặng Tiểu Bình |

Nữ Chủ tịch danh dự nước Cộng hòa Nhân dân Trung Hoa
| Chân dung | Chân dung | Tên (Sinh–mất)                     | Nhiệm kỳ        | Nhiệm kỳ        | Nhân Đại | Ghi chú                                                            |
| --------- | --------- | ---------------------------------- | --------------- | --------------- | -------- | ------------------------------------------------------------------ |
| –         |           | Tống Khánh Linh 宋庆龄 (1893–1981) | 16 tháng 5 1981 | 28 tháng 5 1981 | V        | Một thời gian trước khi qua đời, bà được bầu làm Chủ tịch danh dự. |

### Hiến pháp Bát Nhị (1983–nay)
Chủ tịch nước Cộng hòa Nhân dân Trung Hoa
| Chân dung | Chân dung           | Tên (Sinh-mất)                      | Nhiệm kỳ            | Nhiệm kỳ            | Nhân Đại       | Phó Chủ tịch    | Lãnh đạo        |
| --------- | ------------------- | ----------------------------------- | ------------------- | ------------------- | -------------- | --------------- | --------------- |
| 3         |                     | Lý Tiên Niệm 李先念 (1909–1992)     | 18 tháng 6 năm 1983 | 8 tháng 4 năm 1988  | VI - (62.5%)   | Ô Lan Phu       | Đặng Tiểu Bình  |
| 4         |                     | Dương Thượng Côn 杨尚昆 (1907–1998) | 8 tháng 4 năm 1988  | 27 tháng 3 năm 1993 | VII - (66.8%)  | Vương Chấn      | Đặng Tiểu Bình  |
| 5         |                     | Giang Trạch Dân 江泽民 (1926-2022)  | 27 tháng 3 năm 1993 | 15 tháng 3 năm 1998 | VIII - (68.4%) | Vinh Nghị Nhân  | Giang Trạch Dân |
| 5         | 15 tháng 3 năm 1998 | Giang Trạch Dân 江泽民 (1926-2022)  | 15 tháng 3 năm 2003 | IX - (71.5%)        | Hồ Cẩm Đào     |                 | Giang Trạch Dân |
| 6         |                     | Hồ Cẩm Đào 胡锦涛 (1942-)           | 15 tháng 3 năm 2003 | 15 tháng 3 năm 2008 | X - (72.9%)    | Tăng Khánh Hồng | Hồ Cẩm Đào      |
| 6         | 15 tháng 3 năm 2008 | Hồ Cẩm Đào 胡锦涛 (1942-)           | 14 tháng 3 năm 2013 | XI - (70.27%)       | Tập Cận Bình   |                 | Hồ Cẩm Đào      |
| 7         |                     | Tập Cận Bình 习近平 (1953-)         | 14 tháng 3 năm 2013 | 17 tháng 3 năm 2018 | XII - (72.21%) | Lý Nguyên Triều | Tập Cận Bình    |
| 7         | 17 tháng 3 năm 2018 | Tập Cận Bình 习近平 (1953-)         | 10 tháng 3 năm 2023 | XIII - (71.10%)     | Vương Kỳ Sơn   |                 | Tập Cận Bình    |
| 7         | 10 tháng 3 năm 2023 | Tập Cận Bình 习近平 (1953-)         | đương nhiệm         | XIV -               | Hàn Chính      |                 | Tập Cận Bình    |